# Orochelidon
Orochelidon är ett fågelsläkte i familjen svalor inom ordningen tättingar. Släktet omfattar tre arter med utbredning i Sydamerika i Anderna från Colombia till Chile:
- Roststrupig svala (O. flavipes)
- Brunbukig svala (O. murina)
- Punasvala (O. andecola)

Tidigare placerades flavipes och murina i Notiochelidon och andecola i det egna släktet Haplochelidon. 